# Impressions (Lunatic Soul)
Impressions è il terzo album in studio del gruppo musicale polacco Lunatic Soul, pubblicato il 10 ottobre 2011 dalla Kscope.

## Descrizione
Il disco è nato secondo le volontà del frontman Mariusz Duda come supplemento strumentale per gli album Lunatic Soul e Lunatic Soul II e contiene l'omonima suite suddivisa in otto parti, oltre a due remix.
Nell'aprile 2019 Impressions è stato ristampato su CD in quanto andato fuori produzione negli anni precedenti.

## Tracce
Musiche di Mariusz Duda, eccetto dove indicato.
1. Impression I – 5:29
2. Impression II – 4:04 (musica: Mariusz Duda, Maciej Szelenbaum)
3. Impression III – 7:03
4. Impression IV – 3:57
5. Impression V – 5:02
6. Impression VI – 7:33
7. Impression VII – 3:13
8. Impression VIII – 4:24
9. Gravestone Hill (Remix) – 3:51 (testo: Mariusz Duda – musica: Mariusz Duda, Magda Srzedniccy, Robert Srzedniccy) – assente nell'edizione LP
10. Summerland (Remix) – 4:26 (testo: Mariusz Duda – musica: Mariusz Duda, Magda Srzedniccy, Robert Srzedniccy) – assente nell'edizione LP

## Formazione
Musicisti
- Mariusz Duda – voce (tracce 1, 4 e 6), glockenspiel (tracce 1, 6 e 7), chitarra acustica (tracce 1-6), Fender Jazz Bass (tracce 1, 3-5, 7), tastiera (tracce 1, 3, 5, 6 e 8), percussioni (tracce 1, 3, 5-7), effetti (tracce 2, 4 e 8), kalimba (traccia 3), ukulele (tracce 3, 5-8)
- Maciej Szelenbaum – pianoforte (traccia 2 e 8), flauto (tracce 3 e 6), strumenti ad arco (traccia 6), guzheng (traccia 8)
- Wawrzyniec Dramowicz – batteria (traccia 3)

Produzione
- Mariusz Duda – produzione, missaggio
- Magda Srzedniccy – produzione, registrazione, missaggio, mastering
- Robert Srzedniccy – produzione, registrazione, missaggio, mastering